# Музей Анны де Божё
Музей Анны де Божё (фр. musée Anne-de-Beaujeu) — неспециализированный музей, открытый в 1910 году во французском городе Мулен (департамент Алье, регион Овернь).

## Здание музея

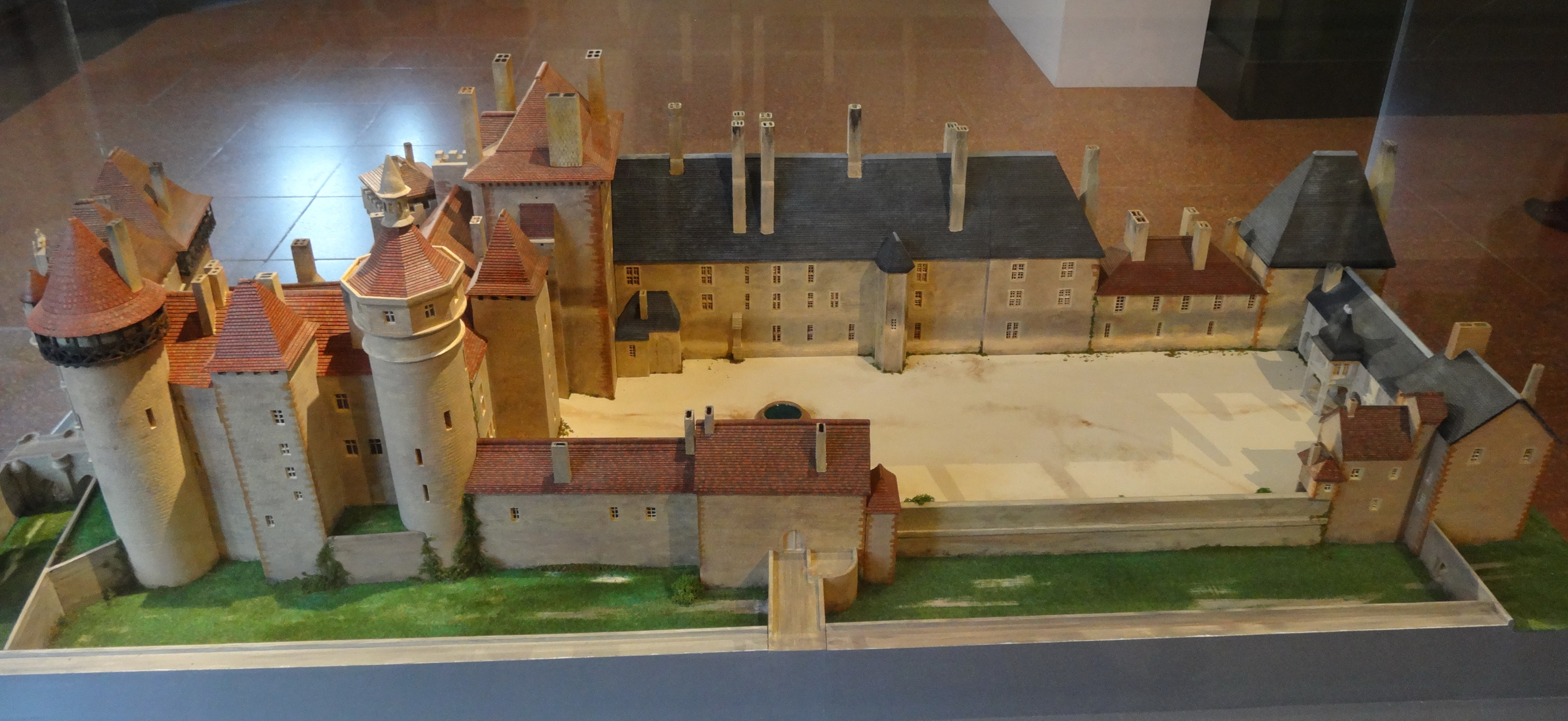
Макет замка герцогов де Бурбон в Мулене

В городе Мулен, столице Бурбонского герцогства, на этом месте прежде располагался величественный замок герцогов де Бурбон, датированный XVI веком. Всё, что осталось в наши дни от замкового комплекса, это его главная сторожевая башня XIV века (известная как Mal Coiffée) и павильон в стиле Ренессанса, построенный по заказу герцогини Анны де Божё около 1500 года. Этот павильон стал одним из первых образцов данного стиля, сооружённых во Франции. Начиная с 1910 года в стенах павильона размещается департаментский музей, названный в честь герцогини Анны. От первичного павильона в наше время сохранился только фасад здания, украшенный гербами Бурбонов.
Масштабный макет замка герцогов де Бурбон, представленный в постоянной экспозиции музея, позволяет понять исходный размах этих средневековых сооружений.

## Коллекции музея
В постоянной экспозиции музея представлены следующие коллекции:
- Археологическая коллекция античных предметов, включая статуэтки галло-романской эпохи, выполненные из белой глины Алье.
- Коллекция средневековых скульптур.
- Зал с экспонатами, связанными с прошлым герцогов де Бурбон.
- Коллекция фаянсовых изделий, произведённых в XVIII веке в Мулене.
- Картины художников конца XIX века, в том числе фламандских и немецких мастеров.

## Дом Мантена

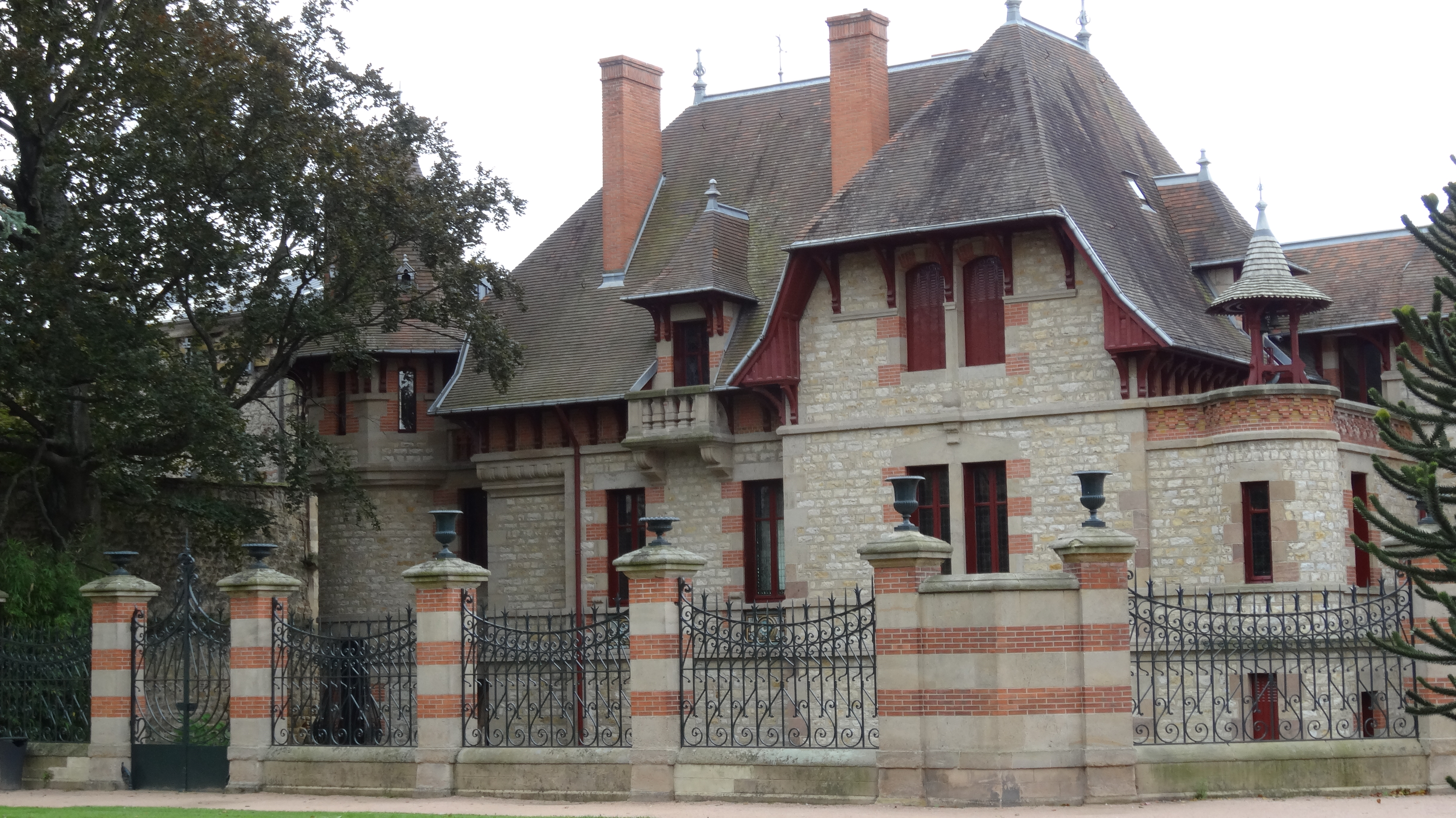
Дом Мантена, часть музея

В едином комплексе сооружений музея также находится загадочный Дом Мантена, простоявший запертым ровно 100 лет.
Хозяин этого роскошного городского особняка, зажиточный горожанин господин Мантен, умерший в 1905 году, завещал его вместе с полной внутренней обстановкой муниципалитету Мулена для использования в качестве музея. Единственным условием в завещании покойного был строгий запрет открывать особняк в течение 100 лет со дня смерти его хозяина. Смысл этого условия заключался в желании господина Мантена дать возможность следующим поколениям ощутить ничем и никем не тронутую атмосферу роскошной жизни городской буржуазии Франции XIX века.
Сейчас этот особняк можно посетить в составе организованных групп в сопровождении экскурсовода.